# Rosița, Tărgoviște
Rosița (în bulgară Росица) este un sat în comuna Omurtag, regiunea Tărgoviște,  Bulgaria. 

## Demografie
Componența etnică a satului Rosița
     Turci (88,23%)
     Nicio identificare (11,76%)
     Altele (0%)
La recensământul din 2011, populația satului Rosița era de 17 locuitori. Din punct de vedere etnic, majoritatea locuitorilor (88,23%) erau turci. Pentru 11,76% din locuitori nu este cunoscută apartenența etnică.